# Alexandra Pinell
Alexandra Pinell Gonzales (* 18. Oktober 2002) ist eine costa-ricanische Fußballspielerin.

## Karriere

### Vereine
Derzeit steht sie bei LD Alajuelense unter Vertrag.

### Nationalmannschaft
Mit der costa-ricanischen U20 nahm sie an der Weltmeisterschaft 2022 teil und kam hier in allen Gruppenspielen zum Einsatz, an deren Ende ihre Mannschaft punktlos ausschied. Sie selbst erzielte in ihrer ersten Partie das einzige Tor der Mannschaft bei diesem Turnier.
Ihren ersten bekannten Einsatz für die costa-ricanische Nationalmannschaft hatte sie am 3. September 2022 bei einer 0:1-Freundschaftsspielniederlage gegen Kolumbien, bei welcher sie zur 65. Minute für Katherine Alvarado eingewechselt wurde. Danach kam sie noch bei ein paar weiteren Freundschaftsspielen wie auch dem Revelations Cup 2023 zum Einsatz. 
Am 8. Juli 2023 wurde sie für den Kader der Weltmeisterschaft 2023 nominiert.